# Велике кільце Московської залізниці
Велике кільце Московської залізниці (ВК МЗ; також відоме як Велика Московська окружна залізниця (ВМОЗ), Велике Московське кільце та Велике московське окружне кільце) — окружна залізниця навколо основної частини Москви, що проходить по території Москви, Московської та Владимирської областей за 25-80 км від МКАД. Експлуатаційна довжина залізниці становить близько 584 км.
Основне призначення Великого кільця — розвантаження Московського залізничного вузла в межах міста від транзитних вантажних поїздів і пропуск транспортних потоків між усіма магістральними залізничними напрямками столиці, минаючи основну частину Москви. На кільці здійснюється в основному вантажний рух, але існують і пасажирські перевезення — пасажирські/швидкі потяги та приміські електропотяги. Приміське сполучення здійснюється переважно для перевезення співробітників залізниці, але є дільниці, де основні пасажири — мешканці довколишніх населених пунктів. Влітку вагони часто заповнюють дачники, проїжджаючи до станцій радіальних напрямків. Важливу роль виконує кільце і в пропуску транзитних пасажирських поїздів. Через нього прямувала (до 1996 року) значна кількість пасажирських поїздів із Санкт-Петербурга в усіх напрямках, крім Ризького, а також поїзди з України та з Білорусі. Пропуск пасажирських поїздів по кільцю дозволяє істотно розвантажити перевантажені московські вокзали від транзитного потоку.

## Конфігурація та перетин
Велике кільце по конфігурації в цілому є кільцем навколо основної частини Москви (поза МКАД), будучи частиною радіально-кільцевої структури Московського залізничного вузла. Перетинає всі 11 радіальних напрямків залізниці від вокзалів Москви, плюс від кільця відходить 12-й напрямок. На кожному з перетинів є розв'язки з різною кількістю сполучних ліній для руху по різним напрямкам.
Власне кільце повністю належить трьом регіонам Московської залізниці:
- Західне напівкільце 39 км (40 км) — Сандарово/283 км відноситься до Московсько-Смоленського регіону
- Дільниця на південному сході Непецино — Берендіно/Єгор'євськ I та II відноситься до Московсько-Рязанського регіону
- Інші дві дільниці між ними: Стовбова — Осенка на півдні та Наугольний — Ільїнський Погост на північному сході відносяться до Московсько-Курського регіону
- Станціями переходу (стиковими пунктами) є: Наугольний, Берендіно, Єгор'євськ I, Непецино, Сандарово[2].

При цьому кільце як лінія МЗ примикає до дільниць інших філій РЖД:
- Жовтневої залізниці в районі розв'язки в Поварово (дві сполучні лінії № 2 і № 5 Поварово III — Поварово I, стикова міжзалізнична станція є Поварово I Жовтневої залізниці, межа за вхідними світлофорами цієї станції на лініях)
- Північної залізниці в районі Александрова (продовження Ярославського напрямку далі до Ярославля, стиковою міжзалізничною станцією є Александров, межа знаходиться далі на перегоні Александров — Балакірєво на позначці 114,0 км від Москви-Пасажирської-Ярославської)
- Північної залізниці в районі Бєльково (лінія на Іваново, стиковою міжзалізничною станцією є Бєльково, межа знаходиться на 3 км далі по лінії на перегоні Бєльково — Кіпрево на позначці 134,0 км від Москви-Пасажирської-Ярославської)

### Опис
Повністю кільцеву структуру порушують такі факти:
- В одному місці кільце поділяється на дві паралельні лінії, які потім сходяться. Це ділянка Воскресенськ — Ільїнський Погост (між Казанським і Рязанським напрямками), на якому існують дві лінії: через Єгор'євськ (одноколійна, «Єгор'євська») і через Берендіно/Лопатино (двоколійна). При цьому кільце як лінія МЗ примикає до дільниць інших філій РЖД:
- Окрема лінія «Жилєвська» відходить від кільця і примикає до Павелецького напрямку на південь від станції власне перетину з ним кільця. Це дільниця Жилєво — Яганово (між Павелецьким та Рязанським напрямками). Спочатку був основним ходом Великого кільця до побудови дільниці Михнєво — Яганово.
- При перетині з радіальними напрямками може бути загальна вузлова станція або кілька своїх вузлових станцій, сполучених сполучними лініями. У двох випадках дільниці кільця сполучені з (більше однієї станції) дільницями радіальних напрямків, тобто потяги прямують по загальній двоколійній лінії; в двох — дільниця не суміщена, а прямує поруч з паралельними коліями

| Назва радіального напрямку (наводяться за годинниковою стрілкою) | Румб | Пункт пересадки                                                | Опис |
| ---------------------------------------------------------------- | ---- | -------------------------------------------------------------- | --- |
| Петербурзький                                                    | NW   | Поваровка / 142 км                                             | Поваровська розв'язка. Загальної станції немає. На розв'язці три з п'яти колишніх з'їздів розібрано. Існуючий з'їзд (дві сполучні лінії сполучення Московської та Жовтневої залізниці) Поварово III — Поварово I не використовується в приміському пасажирському русі. Для пересадки в області перетину використовується пішохідна доступність двох платформ всередині розв'язки (біля шляхопроводу) — 142 км кільця та Поваровка радіального напряму (остання в межах Поварово I). |
| Савеловський                                                     | N    | Спільна дільниця Ікша — Яхрома/Дмитров                         | Одноколійна дільниця від Поварово примикає до Ікши із заходу, вливаючись в напрямок на північ (від Москви). Одноколійна дільниця з Александрова примикає між станціями Яхрома та Дмитров (розгалужується на посту 87 км станції Іванцево, одна колія на північ до Дмитрова, одна колія на південь до Яхроми та Ікши). Для пересадки можна використовувати будь-яку з платформ даної дільниці (в тому числі проміжні), але в Дмитров заїжджає лише 1 пара електропоїздів. |
| Ярославський                                                     | NE   | Спільна дільниця Пост 81 км — Александров                      | Одноколійна дільниця від Яхроми/Дмитрова примикає із заходу розв'язкою, вливаючись в напрямок на північний схід (від Москви) до посту 81 км. Александров (Александров I) — загальна вузлова станція пересадки, кінцева для електропоїздів з обох сторін, знаходиться на радіальному ходу в стороні від основного ходу кільця. Від Александрова відгалужується лінія на Бєльково / Орєхово-Зуєво відходить на південь розв'язкою в південно-західній частині станції (пост 108 км). Для пересадки можна використовувати будь-яку з платформ даної дільниці (в тому числі проміжні). За розв'язки через пост 108 км також є дві колії (головний хід) з боку Москви на Александров II, що прямують через платформи станції Александров, але електропоїздами не використовуються. |
| Лінія Північної залізниця на Юр'єв-Польський та Іваново          | E    | Бєльково                                                       | Вузлова станція. Єдине на кільці примикання напрямку, що прямує не від Москви. Це одноколійна неелектрифікована лінія Північної залізниці на Іваново. Для пересадки можна використовувати будь-який пункт на дільниці Александров — Бельково, так як поїзд по лінії курсує тільки «прямий» до/з Александрова. |
| Горьківський                                                     | E    | Орєхово-Зуєво                                                  | Одна вузлова станція пересадки. Фізично дільниця Орехово-Зуєво — Круте радіального напрямку проходить паралельно з кільцем, але платформ на Крутому на коліях кільця немає (проходять в стороні від платформ). З колій кільця є два з'їзди на радіальний напрямок в сторону Пктушків (примикання на посту 97 км), але електропоїздами не використовується. |
| Казанський                                                       | E    | Куровська                                                      | Вузлова станція пересадки, кінцева для електропоїздів з обох сторін, знаходиться на радіальному напрямку в стороні від основного ходу кільця. Є двоколійний перегін Давидово — Нерська, що оминає Куровську, ним користуються частина електропоїздів, що заїжджає в Давидово між Куровською та Нерською (на платформі Давидово зі зміною напрямку або під час прямування по північній петлі). |
| Між Казанським і Рязанським                                      | SE   | Ільїнський Погост                                              | Вузлова станція. На південь від станції Велике кільце розгалужується на дві лінії — двоколійну через Берендіно і Лопатино на південний захід і одноколійну через Єгор'євськ II на південний схід. |
| Рязанське                                                        | SE   | Дільниця, паралельна радіальному напрямку 88 км — Воскресенськ | На північний схід відгалужуються дві лінії Великого кільця на Ільїнський Погост. Загальною вузловою станцією пересадки для них є Воскресенськ. Дільниця із загальним зупинним пунктом 88 км — тільки для лінії через Берендіно/Лопатино (прямує з північного боку, паралельно напрямку від Москви). Лінія від Єгор'євська II прямує з південного боку у напрямку на Москву. У сторону Непецино на напрямку кільця від Воскресенська знаходиться пост 61 км, до якого примикає з'їзд на радіальний напрямок на Шиферну (не використовується електропоїздами). |
| Між Рязанським і Павелецьким                                     | SE   | Яганово                                                        | Вузлова станція. На захід від станції від кільця відгалужується окрема одноколійна лінія на південний захід на Жилєво. |
| Павелецький                                                      | S    | Михнєво                                                        | Вузлова станція пересадки, знаходиться на радіальному напрямку в стороні від основного ходу кільця. Головний двоколійний хід прямує на північ в обхід станції Михнєво, проходить через Пост 320 км і Пост 329 км, електропоїздами не використовується. Електропоїздами використовуються СЗГ від цих постів до станції, при транзитному русі зміна напрямку не потрібно. |
| Павелецький                                                      | S    | Жилєво                                                         | Примикання окремої одноколійної лінії Великого кільця зі сходу від Яганово. Знаходиться на південь від Михнєво по ходу радіального напрямку (далі від Москви). |
| Курський                                                         | S    | Стовбова                                                       | Вузлова станція пересадки, знаходиться на радіальному напрямку в стороні від основного ходу кільця. Двоколійний перегін Сандарово — Дєтково головного ходу, що оминає Стовбову південніше, електропоїздами не використовується. Електропоїздами використовуються СЗГ від Дєтково і Сандарово до Стовбової, при транзитному русі зміна напрямку не потрібно. |
| Київський                                                        | SW   | Бекасово I                                                     | Загальна вузлова станція пересадки. II головною колією можливий рух Пожитково — Бекасово-Сортувальне, що оминає основну частину станції Бекасово I з пасажирськими платформами, але зараз електропоїздами не використовується (при русі до Пожитково використовуються додаткові СЗГ і частковий рух по I колії, зміна напрямку не потрібно). |
| Смоленський (Білоруський)                                        | W    | Кубинка I                                                      | Загальна вузлова станція пересадки. II колія головного ходу кільця: перегін Акулово — Кубинка II, що оминає Кубинку I східніше, електропоїздами не використовується (при русі до Кубинки II використовуються додаткові СЗГ, частковий рух по I колії, частковий лівосторонній рух по одному з додаткових головних колій безпаразитного з'їзду на Вязьму) . |
| Ризький                                                          | W    | Манихіно I / 165 км                                            | Вузлова станція пересадки Манихіно I, знаходиться на радіальному напрямку в стороні від основного ходу кільця. Електропоїзди заїжджають в Манихіно I по з'їзду від вузлової станції кільця Манихіно II з подвійною зміною напрямку по цих станцій. Для пересадки також використовується взаємна пішохідна доступність платформи кільця 165 км і станції Манихіно I в районі на південь від розв'язки. |